# Савез реформских снага Југославије за Босну и Херцеговину
Савез реформских снага Југославије за Босну и Херцеговину (СРСЈ БиХ) био је огранак политичке партије Савеза реформских снага Југославије, који је званично регистрован 18. септембра 1990. године у Сарајеву, њен предсједник је постао др Ненад Кецмановић.

## Организација
Организација Савеза реформских снага Југославије за Босну и Херцеговину почивала је на идеји предсједника Савеза реформских снага Југославије Анте Марковића о економском спасењу посрнуле Југославије. Ова политичка партија се трудила да дјелује као транзициона између старог и новог поретка. Наиме, залагала се за економске реформе и демократију, што је било прихватљиво са одређене тачке гледишта, међутим у самом старту није успијевала да се избори са тада горућим националним питањем у Босни и Херцеговини.

## Руководство и чланство
Републичко руководство Савеза реформских снага Југославије за Босну и Херцеговину, на челу са др Ненадом Кецмановићем, ректором Сарајевског универзитета, који је годину дана раније био жртва монтиране шпијунске афере, употпуниле су личности јавног, интелектуалног, умјетничког и медијског живота Сарајева. Између осталих, у руководству су били истакнути универзитетски професор др Џемал Соколовић (на кратко предсједник, а послије потпредсједник), већ прослављени Емир Кустурица, сценариста, пјесник и писац Абдулах Сидран, композитор и фронтмен Бијелог дугмета Горан Бреговић, драмски писац Јосип Пејаковић, тадашња телевизијска звијезда Ненад Јанковић (др Неле Карајлић), редитељ Адемир Кеновић, пјесник Тодор Дутина, љекар и политичар Драган Калинић, феминисткиња Нада Лер-Софронић, крајишки привредници Милорад Додик и Џевад Хазнадар, инг. Тадеј Матељан (као секретар странке) и други.

## Предизборна кампања и избори
Гламурозни предизборни промотивни скупови Савеза реформских снага Југославије за Босну и Херцеговину били су масновно посјећени и зрачили су оптимизмом и успјехом. Због економске политике за коју су се залагали у овој партији су спас потражили и многи истакнути комунистички кадрови који су били у власти, и дескретно су је подржавали и помагали. Међутим, ентузијазам руководства је полако почео да опада након избора у Словенији и Хрватској гдје су се суочили са чињеницом да су тријумфовале националне странке. Парола „еконосмке реформе и демократије“ за коју су се залагали једноставно није била довољан одговор на многа горућа питања која су у том периоду мучила Босну и Херцеговину.
Први вишестраначки избори у Босни и Херцеговини одржани су 18. новембра 1990. године. Политичка партија Савез реформских снага Југославије за Босну и Херцеговину прешла је цензус на овим изборима са освојених 13 мандата.